# Ковингтон, Крис
Крис Ковингтон (англ. Chris Covington; 3 января 1996, Чикаго, Иллинойс) — профессиональный американский футболист, лайнбекер. В 2018 и 2019 годах выступал в составе клуба НФЛ «Даллас Каубойс». На студенческом уровне играл за команду Индианского университета. На драфте НФЛ 2018 года был выбран в шестом раунде.

## Биография
Крис Ковингтон родился 3 января 1996 года в Чикаго. Учился в старшей школе имени Эла Рэби. В составе её команды играл на позициях квотербека и ди-бэка. В сезоне 2013 года он набрал пасом 1993 ярда с 26 тачдаунами, выносом 657 ярдов с 13 тачдаунами, после чего был включён в состав сборной звёзд города и конференции. После окончания школы поступил в Индианский университет, став первым выпускником в истории школы, получившим спортивную стипендию в программе I дивизиона NCAA.

### Любительская карьера
Карьеру в студенческой команде Ковингтон начал в роли запасного квотербека. В 2014 году он сыграл в шести матчах, набрав пасом 31 ярд при двух перехватах. В игре с «Айовой» он получил разрыв крестообразных связок колена и выбыл из строя до конца сезона. Следующей весной тренерский штаб команды перевёл его на позицию лайнбекера. Осенью 2015 года Ковингтон вернулся на поле и сыграл в восьми матчах, сделав четыре захвата.
В 2016 году он принял участие во всех тринадцати играх турнира и впервые в карьере вышел на поле в стартовом составе. Всего за сезон Ковингтон 29 захватов и два сэка. В 2017 году он закрепился в основном составе и сыграл двенадцать матчей. По основным статистическим показателям он вошёл в тройку лидеров «Индианы», трижды его признавали лучшим защитником недели, а по итогам сезона Ковингтон получил командный приз защитнику года.

#### Статистика выступлений в NCAA
| Сезон | Команда         | Игры | Захваты | Захваты | Захваты | Захваты | Захваты | Перехваты | Перехваты | Перехваты | Перехваты | Перехваты | Фамблы | Фамблы | Фамблы | Фамблы |
| Сезон | Команда         | Игры | Solo    | Ast     | Tot     | Loss    | Sk      | Int       | Yds       | Y/R       | TD        | PD        | FR     | Yds    | TD     | FF     |
| ----- | --------------- | ---- | ------- | ------- | ------- | ------- | ------- | --------- | --------- | --------- | --------- | --------- | ------ | ------ | ------ | ------ |
| 2014  | Индиана Хузиерс | 6    | 0       | 0       | 0       | 0,0     | 0,0     | 0         | 0         | 0,0       | 0         | 0         | 0      | 0      | 0      | 0      |
| 2015  | Индиана Хузиерс | 8    | 1       | 3       | 4       | 0,0     | 0,0     | 0         | 0         | 0,0       | 0         | 0         | 0      | 0      | 0      | 0      |
| 2016  | Индиана Хузиерс | 13   | 19      | 10      | 29      | 3,0     | 2,0     | 0         | 0         | 0,0       | 0         | 3         | 0      | 0      | 0      | 1      |
| 2017  | Индиана Хузиерс | 12   | 50      | 35      | 85      | 12,0    | 3,0     | 0         | 0         | 0,0       | 0         | 5         | 1      | 0      | 0      | 0      |
| Всего | Всего           | 39   | 70      | 48      | 118     | 15,0    | 5,0     | 0         | 0         | 0,0       | 0         | 5         | 1      | 0      | 0      | 1      |

### Профессиональная карьера
На драфте НФЛ 2018 года Ковингтон был выбран «Далласом» в шестом раунде под общим 193 номером. Аналитик Дейн Бруглер отмечал у него недостаток опыта на позиции лайнбекера, а также средние антропометрические данные и скорость, но писал, что игрок компенсирует это самоотдачей и физической силой. К достоинствам Ковингтона он относил эффективность действий против выносной игры, маневренность, готовность играть на любой позиции. Бруглер невысоко оценивал потолок возможностей игрока и указывал на то, что он может быть полезен в составе специальных команд.
В 2018 и 2019 годах Ковингтон сыграл за «Каубойс» в восьми матчах, преимущественно выходя на поле как игрок специальных команд. Клуб объявил о его отчислении в апреле 2020 года. В декабре того же года он провёл две недели в тренировочном составе «Индианаполис Колтс». 

#### Статистика выступлений в НФЛ

##### Регулярный чемпионат
| Сезон | Команда        | Игры | Захваты | Захваты | Захваты | Захваты | Захваты | Перехваты | Перехваты | Перехваты | Перехваты | Перехваты | Фамблы | Фамблы | Фамблы | Фамблы |
| Сезон | Команда        | Игры | Solo    | Ast     | Tot     | Loss    | Sk      | Int       | Yds       | Y/R       | TD        | PD        | FR     | Yds    | TD     | FF     |
| ----- | -------------- | ---- | ------- | ------- | ------- | ------- | ------- | --------- | --------- | --------- | --------- | --------- | ------ | ------ | ------ | ------ |
| 2018  | Даллас Каубойс | 5    | 1       | 0       | 1       | 0       | 0,0     | 0         | 0         | 0,0       | 0         | 0         | 0      | 0      | 0      | 0      |
| 2019  | Даллас Каубойс | 3    | 2       | 0       | 2       | 0       | 0,0     | 0         | 0         | 0,0       | 0         | 0         | 0      | 0      | 0      | 0      |
| Всего | Всего          | 8    | 3       | 0       | 3       | 0       | 0,0     | 0         | 0         | 0,0       | 0         | 0         | 0      | 0      | 0      | 0      |